# Exocentrus zikaweiensis
Exocentrus zikaweiensis là một loài bọ cánh cứng trong họ Cerambycidae.